# Diócesis de Tiflis
La diócesis de Tiflis (en latín: Dioecesis Tephlisensis seu Tiphlitana) fue una circunscripción eclesiástica de la Iglesia católica en Georgia. Se trataba de una diócesis latina, sufragánea de la arquidiócesis de Soltaniyeh. Fue transformada en diócesis titular el 12 de abril de 1356 y suprimida en 1551, y luego restaurada como arquidiócesis titular en 1785 hasta su supresión en 1862.

## Territorio y organización
La diócesis extendía su jurisdicción sobre los fieles católicos de rito latino residentes en parte de Georgia en el Ilkanato.
La sede de la diócesis se encontraba en la ciudad de Tiflis.

## Historia
Desde la primera mitad del siglo XIII la Santa Sede, gracias a la mediación de franciscanos y dominicos, después de largos siglos recuperó el contacto con el Oriente cristiano. En 1265 se fundó un convento de dominicos en Cilicia (Anatolia). Anteriormente, el papa Gregorio IX (1227-1241) había enviado a ocho padres dominicos a Georgia, seguidos de intercambios de cortesía entre el papado y los gobernantes georgianos.
Las misiones latinas en estas tierras fueron favorecidas por los kanes mongoles, que dominaron todo el Medio Oriente desde Anatolia hasta Persia (Ilkanato), y por su tradicional tolerancia hacia la religión cristiana.
En este contexto, mediante la bula Redemptor noster del 1 de abril de 1318, el papa Juan XXII erigió la arquidiócesis de Soltaniyeh (correspondiente a la ciudad de Soltaniyeh en el norte del actual Irán) la capital de Ilkanato. Con esta bula el papa creó una segunda provincia eclesiástica en el vasto Imperio mongol, después de la de Janbalic (la "ciudad del kan", la futura Pekín, erigida en 1307), de la que hasta ese momento dependían todas las diócesis latinas erigidas en esos años en Asia. El dominico Francesco da Perugia fue designado como primer arzobispo, a quien el papa flanqueó con seis obispos sufragáneos, todos dominicos. 
Gracias a la obra de evangelización de los dominicos, con carta del 9 de agosto de 1329 el mismo papa erigió la diócesis de Tiflis, sufragánea de Soltaniyeh, y el 7 de febrero de 1330 nombró como primer obispo a Giovanni da Firenze, quien fue uno de los compañeros de Bartolomé el Pequeño, obispo de Maraghe y fundador de la orden dominica armenia unida.
Es de suponer que esta diócesis, como las demás erigidas simultáneamente por Juan XXII en el Cáucaso, fue arrasada por las incursiones y la destrucción de Tamerlán a finales del siglo XIV. Ciertamente, el tercer obispo conocido, Bertramo, fue mencionado como obispo auxiliar de Worms en 1365, y sus sucesores parecen haber sido obispos in partibus infidelium. Entre ellos se encuentran cuatro obispos auxiliares de Paderborn: Vuyst, Yumminck, Engel y Schneider.
En la segunda mitad del siglo XVIII el título reapareció en las actas papales, después de más de dos siglos de sede vacante, como Tephlisen(sis) seu Tiphlitana y se considera una arquidiócesis metropolitana.
El título de Tiflis, que todavía apareció en el Anuario Pontificio de 1862, fue suprimido posteriormente.

## Episcopologio
- Giovanni da Firenze, O.P. † (7 de febrero de 1330-? falleció)
- Bertrando, O.P. † (28 de enero de 1349-8 de junio de 1355 nombrado obispo de Ampurias)

### Obispos titulares
- Bertramo, O.P. † (12 de abril de 1356-21 de enero de 1387 falleció)
  - Enrico Ratz, O.F.M. † (30 de marzo de 1382-después del 28 de enero de 1406) (obediencia aviñonesa)
- Leonardo da Villaco, O.P. † (15 de marzo de 1391-? falleció)
- Eberardo, O.P. † (4 de octubre de 1413-?)
- Giovanni † (?-? falleció)
- Giovanni di San Michele, O.P. † (19 de diciembre de 1425-?)
- Alessandro, O.P. † (circa 1450-?)
- Enrico † (?-circa 1462 falleció)
- Heinrich Vuyst, O.F.M. † (31 de diciembre de 1462-1468 falleció)
- Johannes Yumminck, O.E.S.A. † (10 de julio de 1469-18 de abril de 1493 falleció)
- Albert Engel, O.F.M. † (18 de abril de 1493-18 de noviembre de 1500 falleció)
- Johannes Schneider, O.F.M. † (19 de abril de 1507-27 de marzo de 1551 falleció)

### Arzobispo titular
- Stefano Autandil † (24 de mayo de 1785-6 de diciembre de 1794 falleció)